# Protapanteles ankaratrensis
Protapanteles ankaratrensis är en stekelart som först beskrevs av Granger 1949.  Protapanteles ankaratrensis ingår i släktet Protapanteles och familjen bracksteklar. Inga underarter finns listade i Catalogue of Life.